# Odalric
Odalric (? - ?, 859) fou comte de Barcelona, Girona, Rosselló, Empúries i Narbona i marquès de Gòtia (852 - 858). Va succeir Aleran i Isembard.

## Orígens familiars
Generalment se'l considera un magnat franc. Se sap que era fill d'Hunfrid, comte d'Argengau i Linzgau del 807 al 816, però tenia vincles amb la Marca per part de la mare, i potser el rei va voler posar un cap lleial i al mateix temps vinculat amb el país. El 846 apareix com a comte de Rètia.
La seva mare fou Engeltruda, a la qual se suposa filla de Bigó, comte de París, que va participar en la conquesta de Barcelona el 801 (vegeu Berà). Bigó va rebre el comtat de Tolosa el 806, succeint a Guillem el Sant i va morir el 816 deixant dues filles, Engeltruda i Susana, i dos fills, Eberard, comte de Reims (816) i Liutard, comte de Paris. Liutard fou el pare del senescal Alard i de Gerard del Rosselló. Engeltruda es va casar dues vegades: la primera amb Odalric de Argengau i Linzgau, del que va néixer Odalric; la segona amb Hunroc de Ternois de qui tingué a Berenguer de Tolosa (marquès i comte de Tolosa del 819 al 835 i marquès i comte de Barcelona del 832 al 835), Eberard marquès del Friül, Adalard, abat de Saint Bertin (844-859 i 861-864) i potser Unifred, comte i marquès de Barcelona el 857 (tot i que aquesta possibilitat és incerta).

## Primera aparició documentada
Apareix per primera vegada en un document (l'acta d'un judici a Crespian a la diòcesi de Narbona) del 10 de setembre del 852 on es titula comte i s'esmenta a tres vassi dominici (vassalls del rei), dos vescomtes de nom Alaric i Francó, sis jutges i un oficial o saió en funcions d'uixer, i set magnats notables del país; en aquest judici es tractava un conflicte entre Ramni procurador de Gondisalb, abat de Caunes, i un anomenat Odiló que havia usurpat diversos béns dependent de l'esmentat monestir situats en territori de Ventalon; Odiló fou condemnat a la restitució segons la llei visigoda a la que estava sotmès; Odiló defensava els béns dient que els havia netejat els terrenys i els havia rebut en aprisió, el que demostraria que era descendents de gots hispanii que van rebre terres de Carlemany. Fins al moment el comtat de Narbona i el de Barcelona anaven lligats. El primer acte on es titula marquès és del 7 de juliol de 854. En aquest acte es donen unes terres a Sumnolf i Riculf que l'historiador gironí Ponsich ha esbrinat que eren els fills d'Alfons, vescomte de Rosselló el 847, i emparentats amb la descendència de Berà.

## Política
Després d'un intent de Lluís el Germànic de prendre el poder a Aquitània a finals del 853 i començaments del 854, per mitjà del seu fill Lluís el Jove, uns complexos intents diplomàtics van tenir lloc per aturar la guerra i no van reeixir. L'agost del 854 Carles el Calb decidí actuar per la força i va demanar ajuda a Odalric. Aquest entra a Aquitània amb el rei. Al mateix temps l'exrei Pipí II d'Aquitània va fugir del monestir de Saint Medard on estava reclòs i es va presentar al seu país i els nobles van abandonar a Lluís el jove i es van posar al costat del príncep rebel. Lluís va haver de fugir a Germània i Pipí II va quedar amo d'Aquitània, però no va estar a l'altura i els nobles el van abandonar aviat i van oferir la submissió a Carles amb la condició del reconeixement d'Aquitània com a regne i la designació com a rei d'un fill de Carles. Aquest va acceptar i l'octubre del 855 va coronar a Llemotges al seu fill de 8 anys Carles l'Infant. Probablement Odalric va participar amb les negociacions que van caldre per arribar a aquest punt.
El 856 el nou emir de Còrdova Muhàmmad I, que s'havia reconciliat amb Mussa ibn Mussa ibn Fortun dels Banu Qasi, li encomana una expedició contra Barcelona. Musa acomplí la comanda i va destruir uns quants castells del comtat de Barcelona, saquejant el territori. Un castell, potser el de Terrassa (Ibn Idari dona Tàrrega però d'altres historiadors musulmans diuen Terrassa), fou conquerit. La incompetència de Odalric en aquest afer no devia ser aliena a la seva posterior destitució.
A Aquitània el 856 Pipi II tornava a ser reconegut pels nobles, i Lluís el Germànic tornava a conspirar. Així fou convidat per gran part de la noblesa del regne de França a envair el país i deposar Carles. Però com que Lluís va tardar a decidir-se, l'habilitat negociadora de Carles es va fer altra vegada palesa, i va solucionar almenys l'afer aquità aconseguint altra vegada el reconeixement de Carles l'Infant. Va ser per poc temps doncs el 857 la noblesa tornava amb Pipí II el qual va buscar l'aliança dels normands.
Poc després l'influent comte Bernat d'Alvèrnia i l'abat Alard de Saint Bertin, germà d'Odalric reconeixien a Pipí II. Altres nobles feren el mateix i els grans de la Nèustria, Hervé, Rorgon, Gosfrid i Robert el Fort comte d'Anjou es van rebel·lar i es van aliar als aquitans i als bretons. No és segur que Odalric fes costat als revoltats, però el fet que el seu germà en fos un dels impulsors va crear la desconfiança de Carles el Calb que, finalment, cap al final del 857 o començament del 858 el va destituir. El 21 de març del 858 comparegué davant Carles el Calb i li va jurar fidelitat, però el 859 apareix al bàndol de Lluís el Germànic qui li va donar els comtats de Argengau i Linzgau. El nomenament d'Unifred, com a successor, sembla estrany si n'era germanastre.